# Adrian Elefalk
Adrian Elefalk, född 9 juli 1999 i Stockholm, är en fd svensk professionell ishockeyspelare som senast spelade för Visby Roma. Elefalk’s moderklubb är Ekerö IK, han har även representerat AIK:s juniorer, samt spelat juniorhockey i USA. Vidare har han deltagit på NHL-laget Vancouver Canucks sk Development Camp sommaren 2019. 
Säsongen 2019-20 värvades Elefalk från Brynäs till Västervik i Hockeyallsvenskan. Elefalk tvingades avsluta sin karriär 2021 pga skador. Säsongen 23/24 är han assisterande tränare för Göta/Tranebergs J20-lag i Stockholm. 
Elefalk är barnbarn till den banbrytande idrottsledaren Ann Elefalk.